# Синекрылая кукабара
Синекры́лая кукаба́ра, или синекрылая кукабарра, или голубокрылая кукабарра (лат. Dacelo leachii) — вид птиц семейства зимородковых. Выделяют пять подвидов.

## Описание
Синекрылая кукабара достигает длины 38—42 см и массы от 260 до 330 г. Голова окрашена в белый цвет с коричневыми вкраплениями. Плечи лазуревые, тело синее, горло белое, нижняя сторона белая с оранжево-коричневыми полосами, спина коричневого цвета. Клюв сверху тёмный, снизу желтоватый. Хвост самца тёмно-синий, полосатый, в то время как у самки в красно-коричневую полоску или черноватый. В остальном окраска полов похожа.
От смеющейся кукабары птица отличается светлыми глазами, отсутствием тёмной полосы на глазах и большим количеством синих перьев.

## Распространение
Область распространения синекрылой кукабары простирается по югу Новой Гвинеи и влажным областям северной Австралии, от южного Квинсленда до западной Австралии до залива Шарк. Обитает на открытой лесной равнине, на поросших деревьями реках, в манграх и парках.

## Поведение
В сезон дождей питание состоит из насекомых, рептилий и лягушек, в другие месяцы — из рыб, раков, скорпионов, пауков, улиток, червей, а также маленьких птиц и млекопитающих. Это робкая птица, часто сидящая тихо в листве и потому часто незаметная.

## Размножение
Синекрылая кукабара гнездится прежде всего, в естественных дуплах деревьев на высоте 25 м, иногда также в термитниках или в самостоятельно устроенных в мягкой древесине адансонии дуплах. Родительская пара высиживает чаще 3 яйца 26 дней. Птенцы остаются в гнезде примерно 5 недель. Молодые птицы предыдущего года помогают в кормлении птенцов. Если корма не достаточно, случается что птенец убивает своих собратьев.

## Фото

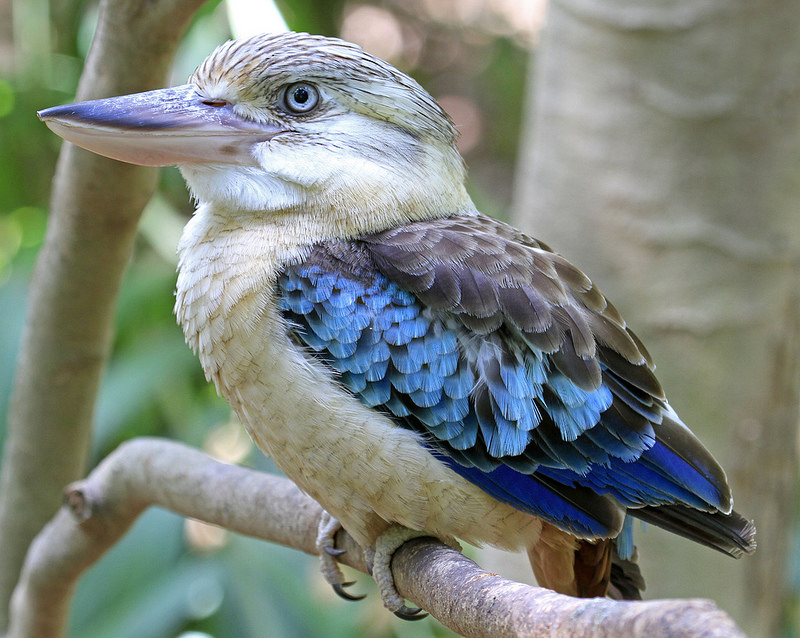
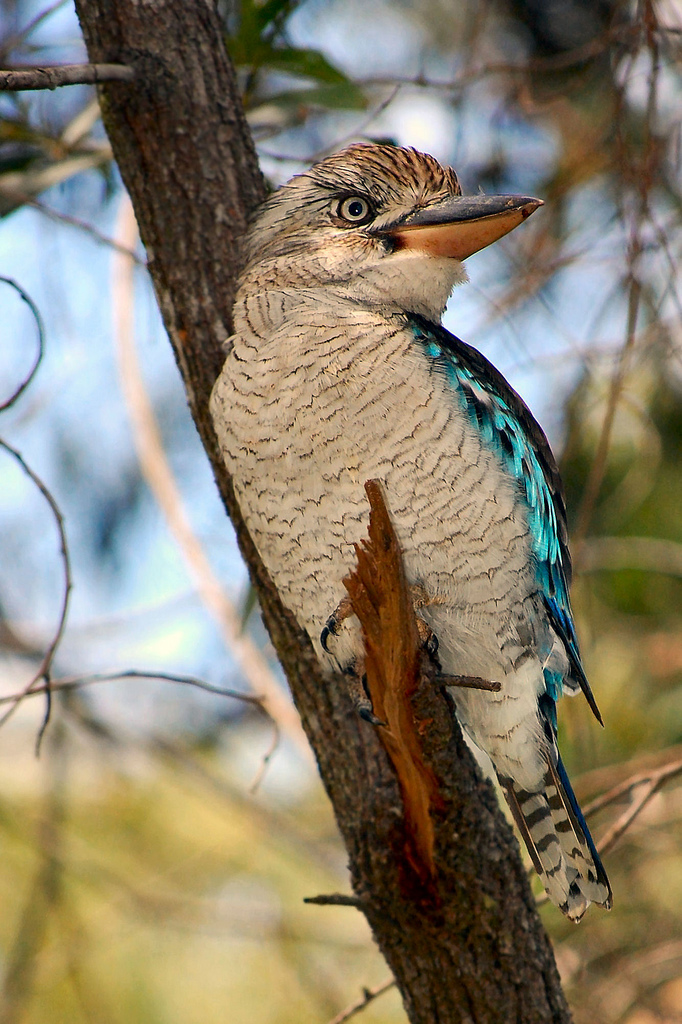
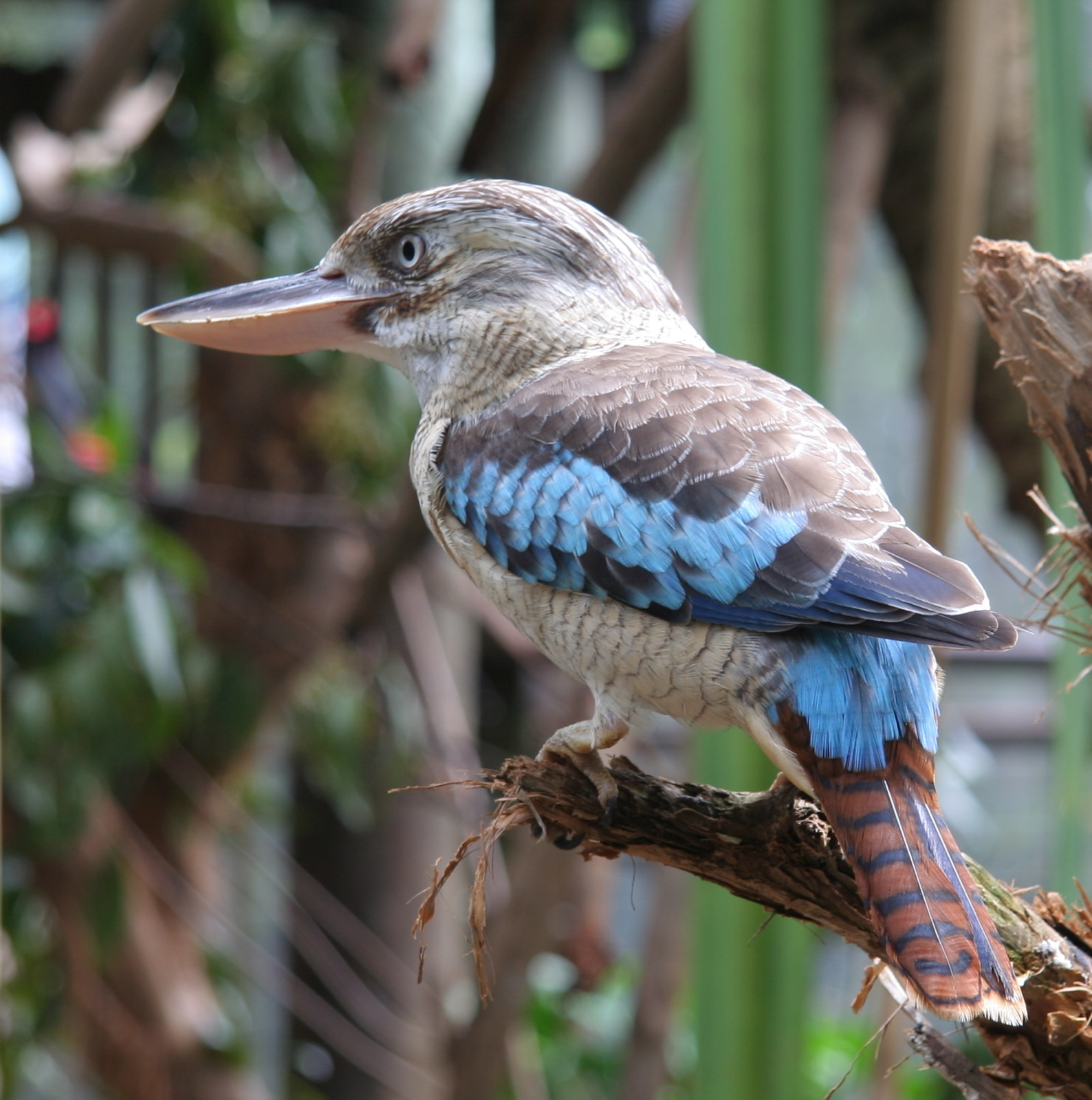
Самка
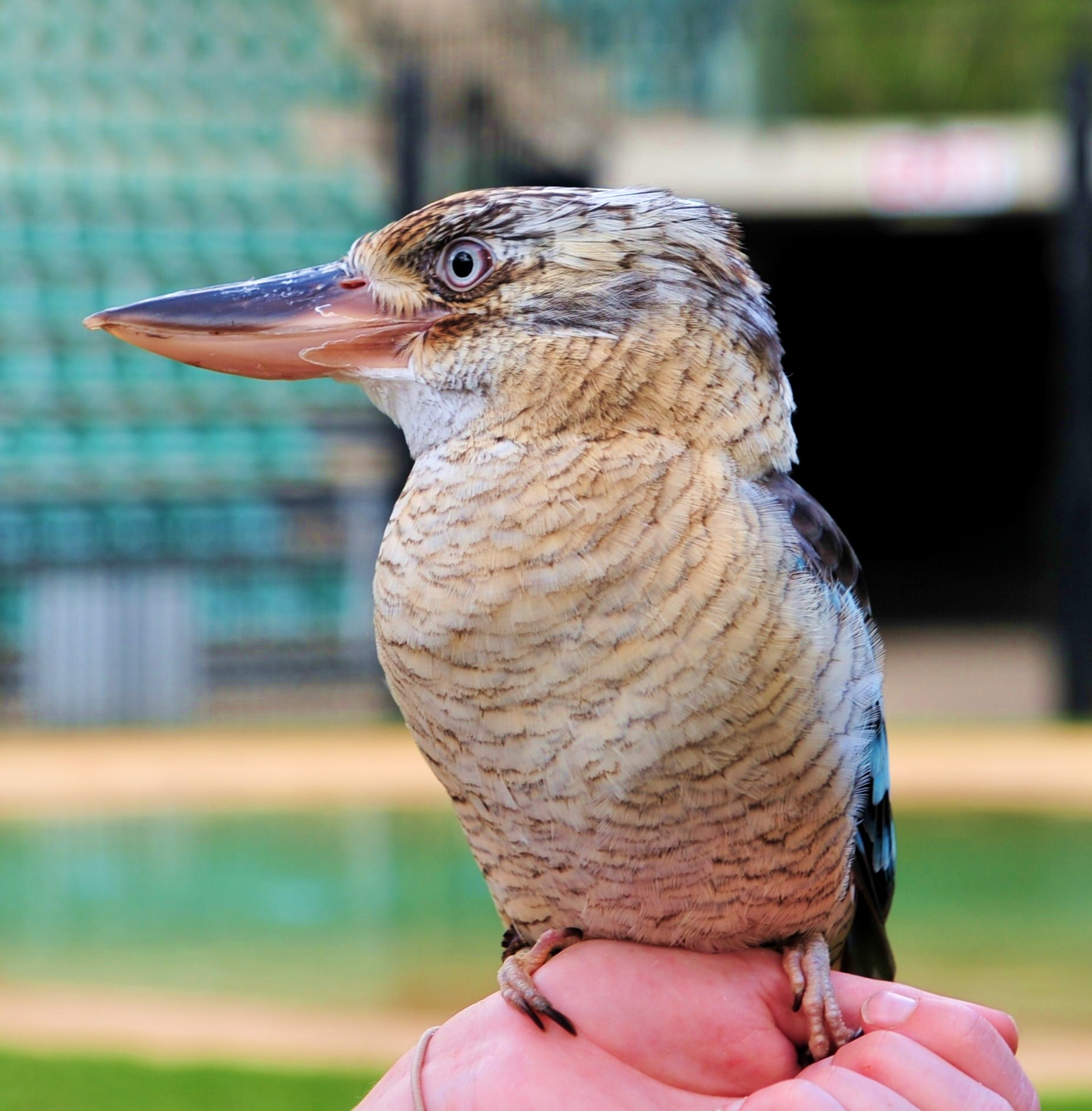